# Saint-Ouen (metropolitana di Parigi)
Saint-Ouen è una stazione della linea 14 della metropolitana di Parigi.